# Libri di Thot
I Libri di Thot sono dei libri mitici, 42 in tutto, che sarebbero stati redatti e lasciati sulla terra dal dio egizio Thot, nei quali si troverebbero i misteri dei cieli e predizioni di eventi planetari futuri. Questi libri profetici sarebbero stati nascosti in biblioteche egiziane segrete ed ora risulterebbero dispersi.

## Nel mito

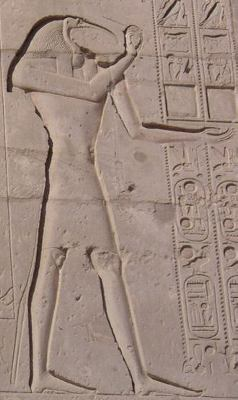
La divinità egizia Thot

Si racconta che Tolomeo II, antico sovrano egizio, chiese al sommo sacerdote di consultarli. Proprio di quei tempi è il suo mito, si narra del viaggio che Naneferkaptah, un principe egizio insieme alla sua famiglia, fecero alla ricerca di quei libri, alla fine li trovarono e vennero seppelliti con il principe alla sua morte. Il racconto lo si ritroverebbe descritto in antichi papiri.
Si trattava di una conoscenza infinita e coloro che la padroneggiavano venivano indicati come "Capi della casa dei libri". Solo i sacerdoti potevano consultare tali testi.
Sanconiatone affermava di avere avuto in suo possesso una parte dei testi.

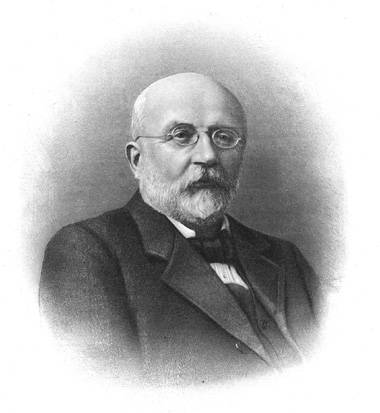
Gaston Maspero (1846 - 1916)

Gaston Maspero, uno storico dell'antico Egitto nei suoi testi ne parla di frequente, indicando come Cheope ne fosse alla ricerca.

## Teorie

### Collegamenti con i tarocchi
Secondo alcuni studiosi le 22 figure principali dei tarocchi provengono dai libri redatti dal dio; secondo tale teoria le figure altro non sono che fogli staccati dai libri

### Collegamenti con gli equinozi
La precessione degli equinozi è un movimento dell'asse terrestre, simile a quello di una trottola, che ne fa cambiare l'orientamento rispetto alla sfera celeste. È una rotazione talmente lenta che, per compiere un giro su se stesso, l'asse terrestre impiega quasi 26000 anni, durante i quali la posizione delle stelle sulla sfera celeste cambia, per poi tornare al punto di partenza.
L'intento degli antichi sarebbe stato quello di trasmettere ai posteri il modo per calcolare la fine di ogni ciclo precessionale, solitamente accompagnato da catastrofi planetarie. Per questo eressero costruzioni talmente imponenti da resistere al peggiore dei cataclismi, monumenti nelle cui proporzioni matematiche e allineamenti astronomici, era contenuto un messaggio che, in questo modo, sarebbe sopravvissuto al trascorrere dei millenni.

### Collegamenti con altre divinità
Alcuni autori collegano i libri di Thot ad Hermes e secondo tale versione all'interno del libro era nascosto il segreto dell'immortalità.

## Ricerca
Secondo alcune teorie sarebbero nascosti in una camera segreta situata al di sotto della Sfinge di Giza.
Recentemente è stato scoperto che al di sotto della Sfinge esistono gallerie e spazi vuoti, simili a camere.
Altri pensano che sia l'intero complesso delle Piramidi di Giza e della Sfinge che, se esaminato nell'insieme sarebbe una copia terrena di una situazione astronomica ben precisa, calcolabile grazie alla precessione degli equinozi.
Secondo altre teorie risiede all'interno di una scatola d'oro nascosta in un tempio segreto.

## Nella cultura di massa
Negli ultimi secoli sono state molte le citazioni di tale opera, come nel caso dello scrittore Aleister Crowley, nel manga di Le bizzarre avventure di JoJo oppure nel caso dello scrittore-giornalista Jacques Bergier in I libri maledetti. Nel film La mummia del 1932 lo scritto di Thot contiene una formula magica che fa resuscitare i morti.